# Tomás de Sousa Holstein

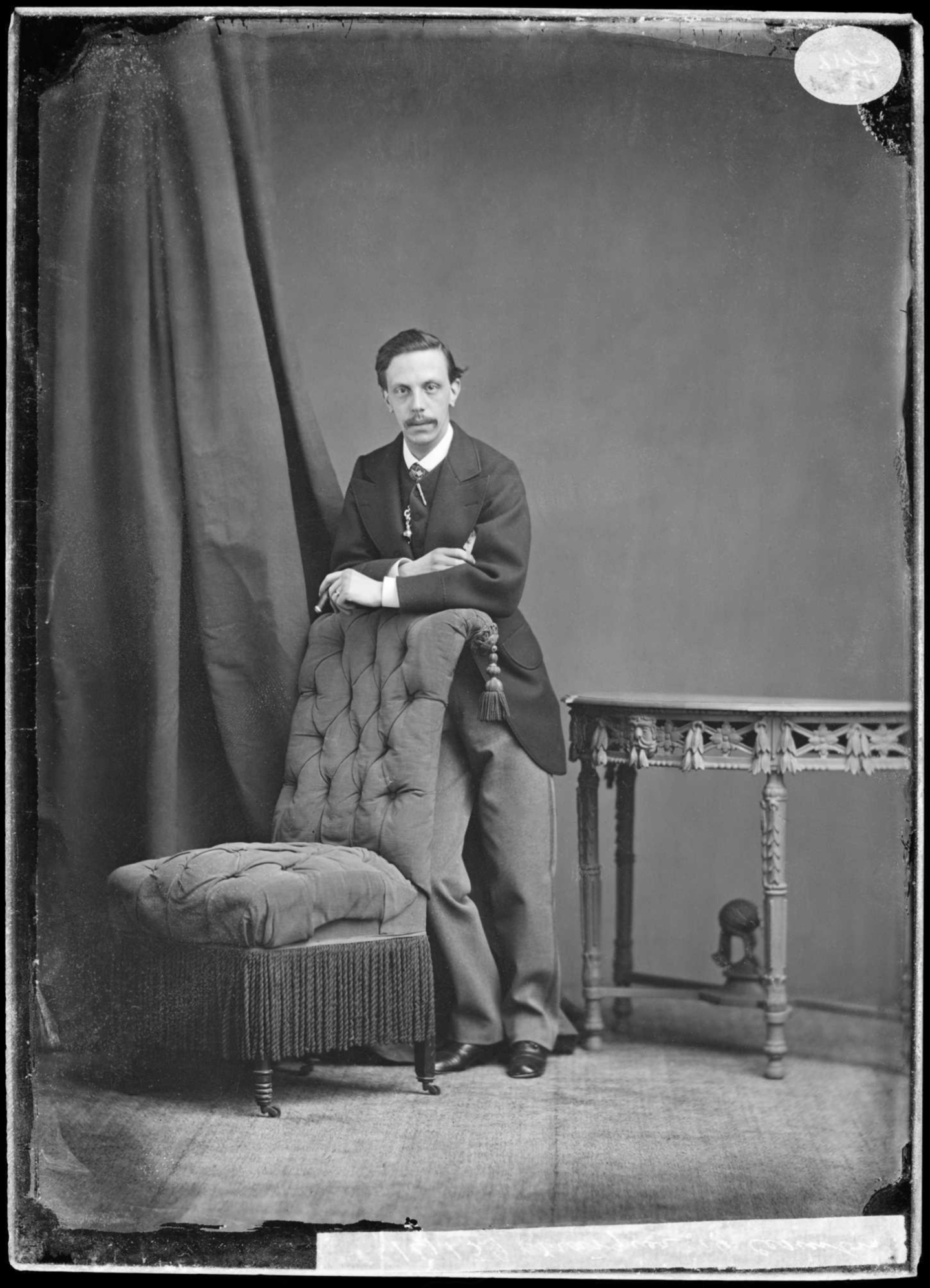
Retrato fotográfico do Marquês de Sesimbra, da autoria de Alfred Fillon

Tomás de Sousa Holstein (Lisboa, Mercês, 31 de Dezembro de 1839 - 22 de Setembro de 1887), 1.º Marquês de Sesimbra, foi um político português.

## Família
D. Tomás de Sousa Holstein era o décimo quarto dos filhos e filhas de D. Pedro de Sousa Holstein, 1.º Conde, 1.º Marquês e 1.º Duque de Palmela (antes 1.º Duque do Faial), e de sua mulher D. Eugénia Francisca Xavier Teles da Gama.

## Biografia
Bacharel formado em Filosofia pela Faculdade de Letras da Universidade de Coimbra, foi Oficial-Mor Honorário da Casa Real, Conselheiro de Sua Majestade Fidelíssima, Vogal Supranumerário do Supremo Tribunal Administrativo e 18.º Governador Civil do Distrito do Funchal de 9 de Setembro de 1868 a 4 de Setembro de 1869.
O título de 1.º Marquês de Sesimbra foi concedido por Decreto do Rei D. Luís I de Portugal de 3 de Fevereiro de 1864. Era já Marquês Honorário por Decreto de D. Pedro V de Portugal de 8 de Agosto de 1860, concessão feita aos filhos mais novos dos 1.ºs Duques de Palmela, a exemplo do que era uso em certas Casas Ducais, e usou as Armas dos Duques de Palmela: de Sousa dos Senhores de Arronches; timbre: de Sousa dos Senhores de Arronches; Coroa de Marquês.

## Casamento e descendência
Casou em Lisboa, Alcântara, a 11 de Abril de 1864 com D. Ana Maria Gonçalves Zarco da Câmara (Lisboa, Alcântara, 10 de Dezembro de 1845 - 19 de Janeiro de 1885), filha do 8.º Conde da Ribeira Grande e 1.º Marquês da Ribeira Grande (antes 2.º Marquês de Ponta Delgada), com geração: 
- D. Ana de Jesus Maria José de Sousa e Holstein Beck (Lisboa, Alcântara, 19 de Março de 1865 - 12 de Maio de 1872)
- D. Eugénia de Jesus Maria José de Sousa e Holstein Beck (7 de Março de 1866 - 31 de Maio de 1937), Religiosa Doroteia (Madre Monfalim), Representante do Título de Marquesa de Sesimbra
- D. Pedro de Jesus Maria José de Sousa e Holstein Beck (1 de Novembro de 1867 - 14 de Janeiro de 1919), Representante do Título de Marquês de Sesimbra, solteiro e sem geração
- D. Mariana de Jesus Maria José de Sousa e Holstein Beck (7 de Maio de 1869 - depois de 1942), Religiosa Doroteia, Representante do Título de Marquesa de Sesimbra
- D. Francisco de Sales de Jesus Maria José de Sousa e Holstein Beck (5 de Setembro de 1871 - 17 de Abril de 1926), Representante do Título de Marquês de Sesimbra, solteiro e sem geração
- D. Maria de Jesus Maria José de Sousa e Holstein Beck (Lisboa, Alcântara, 18 de Setembro de 1873 - depois de 1942), Representante do Título de Marquesa de Sesimbra, casada em Lisboa, Lumiar, a 15 de Agosto de 1900 com Aires de Ornelas e Vasconcelos (Funchal, Santa Cruz, São Lourenço, Camacha, 5 de Março de 1866 — Lisboa, Santos-o-Velho, Rua das Janelas Verdes, 14 de Dezembro de 1930), 1.º Senhor de Dornelas e do Caniço, sem geração
- D. José de Jesus Maria José de Sousa e Holstein Beck (31 de Janeiro de 1875 - 6 de Maio de 1934), Representante do Título de Marquês de Sesimbra, solteiro e sem geração
- D. Isabel Juliana de Jesus Maria José de Sousa e Holstein Beck (Lisboa, Santos-o-Velho, 10 de Setembro de 1876 - Lisboa, 12 de Novembro de 1963), Representante do Título de Marquesa de Sesimbra, casada em Lisboa, Lumiar, a 15 de Agosto de 1900 com António Mimoso Brandão de Melo (Porto, Foz do Douro, 6 de Julho de 1879 - Lisboa, 12 de Fevereiro de 1950), Chefe da Varonia dos Sanches do Porto, com geração
- D. Maria da Conceição de Jesus Maria José de Sousa e Holstein Beck (3 de Março de 1878 - depois de 1942), solteira e sem geração
- D. Teresa de Jesus Maria José de Sousa e Holstein Beck (7 de Julho de 1880 - antes de 11 de Setembro de 1909), casada a 1 de Maio de 1905 com João Antonino da Ascensão de Paiva de Faria Leite Brandão (Braga, 10 de Maio de 1877 - 15 de Dezembro de 1975), de quem foi primeira mulher, sem geração
- D. Maria de Lourdes de Jesus Maria José de Sousa e Holstein Beck (7 de Julho de 1880 - Lisboa, Lapa, 11 de Dezembro de 1897), solteira e sem geração